# Fat Joe
Joseph Antonio Cartagena, född 19 augusti 1970 i Bronx i New York, mer känd under sitt artistnamn Fat Joe, även kallad Joey Crack, är en amerikansk rappare av puertoricansk och kubansk härkomst, signad till Imperial Records. Fat Joe driver även skivbolaget Terror Squad Entertainment. Fat Joe var populär i New Yorks underground-hiphop redan i början av 1990-talet. Fat Joe är spansktalande men rappar på engelska.
Som barn blev han mobbad i skolan vilket också gav honom smeknamnet Joey Crack, för att han ovetandes bruka blotta sitt ass-crack och de andra barnen gjorde då narr av honom.
Men Fat Joe började sälja droger på gatorna i Bronx i New York City som ung tonåring. Han höll även på med graffiti. Vänner i Bronx såsom Diamond D hade hållit på med musik under en längre tid och startade mc/producent-kollektivet D.I.T.C, med Showbiz & Lord Finesse, där sedan Fat Joe, A.G., Big L, Buckwild, O.C också anslöt sig.
Första gången man kunde höra Fat Joe var på Diamond D:s platta Stunts, Blunts & Hip-Hop från 1992. Året därefter debuterade han med singeln Flow Joe, producerad av Diamond D. Dock tog det några år innan han slog igenom.
År 1995 hörde Fat Joe en stor kille rappa i en cipher utanför en affär, han gick dit och lyssnade och blev direkt förälskad i hans lyrik. Denna kille var Big Don Punisher, som sedan blev legenden Big Pun. De blev som bröder direkt och bildade gruppen Terror Squad. År 2006 låg Fat Joe som listetta med låten "Lean Back". År 2006 släppte han singeln "Make It Rain" där Lil Wayne medverkade.
Han ha medverkat i filmer som Empire och som röst till Seymour i Happy Feet.

## Diskografi
Studioalbum
- Represent (1993)
- Jealous One's Envy (1995)
- Don Cartagena (1998)
- Jealous Ones Still Envy (J.O.S.E.) (2001)
- Loyalty  (2002)
- Me, Myself & I (2006)
- The Elephant In The Room (2008)
- The Darkside Vol. 1  (2010)
- The Darkside Vol. 2 (2011)
- Darkside III (2013)
- Fat Joe & Remy Ma* - Plata O Plomo (2017)
- Fat Joe, Dre - Family Ties (2019)

Mixtapes
The Crack Era (2008)